# Stavkirke

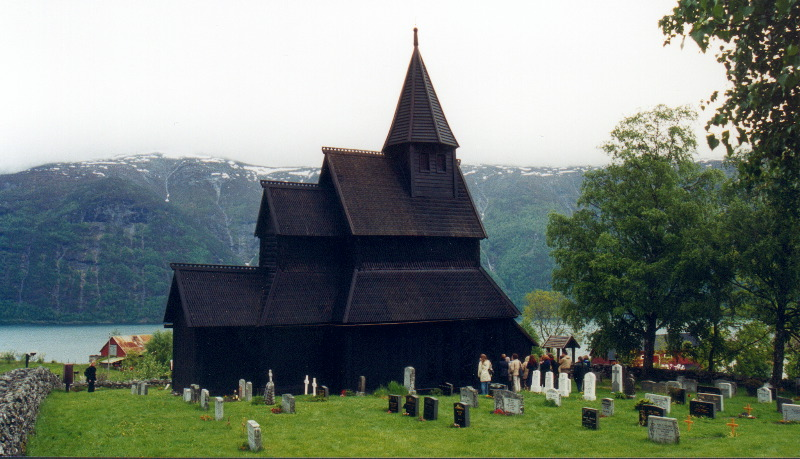
Biserica de lemn din Urnes, înscrisă în patrimoniul UNESCO.

Stavkirke sunt bisericile de lemn medievale din Norvegia. Până azi s-au păstrat 28 de astfel de biserici în Norvegia. Toate bisericile cunoscute ca stavkirke sunt monumente istorice, unele dintre ele făcând parte din patrimoniul UNESCO.
Cercetările au revelat că tipul de arhitectură al acestor biserici a fost, cândva, comun întregului spațiu nord-european, dar azi mai sunt doar două stavkirke în afara Norvegiei (una în Suedia și alta strămutată în Polonia).